# Rotación bienal
La rotación bienal es un sistema de cultivo que permite la alternancia de 2 cultivos diferentes en una misma parcela. En la Edad Media, el rendimiento de la tierra era escaso, entonces trabajaban la mitad de la tierra y la otra mitad se dejaba reposar. Esto se denominaba rotación bienal. En la misma Edad Media en algunas regiones, se sustituyó por la rotación trienal .

## Principio
La rotación bienal supone la división de la zona cultivada en dos terrenos: Un solo de cereal de invierno (principalmente trigo) y otro en barbecho. El ciclo comienza con el trigo sembrado en otoño del año N. Se cosecha en junio o julio del año N + 1. El rastrojo se entrega a los habitantes que ejercen su derecho de uso: Espigado de granos, pasto inútil hasta el comienzo del barbecho en marzo N + 2, es decir, la preparación del terreno para la siembra. Entonces, se procede al barbecho que consiste en pasadas superficiales con el arado para eliminar las malas hierbas mediante una simple extracción de tierra y favorecer la asimilación de los purines proporcionados por el ganado. El terreno se prepara así para la nueva siembra de cereales de invierno en octubre N + 2.

## Alcance
En Francia, se practicó la rotación bienal en las regiones mediterráneas, la valle baja del Ródano y el Macizo Central . Era común a toda la cuenca mediterránea . Existía en otros lugares, pero fue sustituido por la rotación trienal .

## Historia
La rotación bienal funcionó colectivamente en la mayoría de terrenos. Su buen funcionamiento depende de la existencia cerca de un páramo o landa (saltus en latín), o de un bosque para la renovación de la fertilidad mediante la cría (principalmente ovejas). Históricamente, es por excelencia la rotación empleada en las villas romanas. En los países mediterráneos, la mejora del campo cultivado aportaba a menudo los frutos del huerto (vid, cítricos, etc.) y olivos.